# Sasaki Takefumi
Takefumi Sasaki (sinh ngày 5 tháng 7 năm 1978) là một cầu thủ bóng đá người Nhật Bản.

## Sự nghiệp câu lạc bộ
Takefumi Sasaki đã từng chơi cho Avispa Fukuoka.